# Roy Degoregore
Roy Demanganuwe Degoregore (ur. 1922, zm. 23 sierpnia 1996) – nauruański polityk.
Długoletni członek Lokalnej Rady Samorządowej Nauru i Parlamentu Nauru a także Rady Legislacyjnej Nauru; reprezentant okręgu wyborczego Anetan. W parlamencie pełnił funkcje ministra robót publicznych oraz zastępcy przewodniczącego. Jako deputowany brał udział w wizytach zagranicznych, między innymi w Australii. Zmarł na raka, w Melbourne.